# Elliston Council
Koordinaten: 33° 39′ S, 134° 53′ O

Der District Council of Elliston ist ein lokales Verwaltungsgebiet (LGA) im australischen Bundesstaat South Australia. Das Gebiet ist 6.500 km² groß und hat etwa 1000 Einwohner (2016).
Elliston liegt auf der Eyre-Halbinsel an der Großen Australischen Bucht etwa 370 Kilometer Luftlinie nordwestlich der Metropole Adelaide. Das Gebiet beinhaltet 16 Ortsteile und Ortschaften: Bramfield, Colton, Elliston, Kopi, Lock, McLachlan, Mount Damper, Mount Wedge, Murdinga, Polda, Port Kenny, Sheringa, Talia, Tooligie, Venus Bay und Warrachie. Der Verwaltungssitz des Councils befindet sich in der Küstenstadt Elliston, wo etwa 300 Einwohner leben (2016).

## Verwaltung
Der Council von Elliston hat acht Mitglieder, die sieben Councillor und der Vorsitzende und Mayor (Bürgermeister) des Councils werden von den Bewohnern der LGA gewählt. Elliston ist nicht in Bezirke untergliedert.